# تقنية المعلومات والاتصالات للتنمية

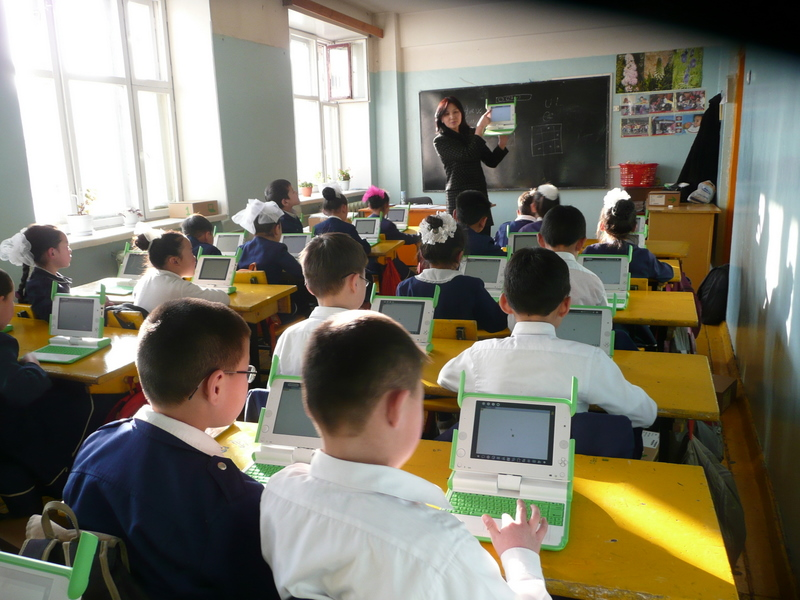

تقنية المعلومات والاتصالات للتنمية (ICT4D) هو استخدام تقنية المعلومات والاتصالات في حقل التنمية الاقتصادية والاجتماعية والتنمية العالمية وحقوق الإنسان.كما يسعي الي ردم الفجوة االرقمية وتوفير فرص وصول متكافئة للتقنية. الإطار النظري الذي يسند هذا المفهوم هو أنه كل ما تحسنت المعلومات والاتصالات كلما ساعدت علي تنمية المجتمع.

## نبذة تاريخية
ولدت تقنية المعلومات والاتصالات للتنمية من رحم المحاولات والمساعي الحثيثة لاستخدام ادوات تقنية المعلومات والاتصالات في تحسين الاوضاع الحياتية في الدول النامية كما تم تعزيز دور تقنية الاتصالات والمعلومات في التنمية الاقتصادية والاجتماعية في (القمة العالمية لمجتمع المعلومات) المنعقدة في جنيف في عام 2003 وفي تونس في عام 2005 وأيضا عبر أهداف الألفية للتنمية.
بصورة عامة يمكن تقسيم فترات تقنية المعلومات والاتصالات للتنمية إلى ثلاثة فترات.

### من منتصف 1950 – إلى أواخر 1990
وهذا قبل ولادة المصطلح تقنية المعلومات والاتصالات للتنمية حيث كان التركيز على الإذاعة والتلفزيون والاتصالات للتنمية. تاريخياً تعتبر الهند أول دولة نامية يدخلها جهاز حاسوب حيث تم في العام 1956م أهداء جهاز حاسوب يعرف بأسم HEC-2M إلي معهد الأحصاء الهندي في كلكتا للمساعدة في القيام بالأعمال الأحصائية. تاريخياً يعتبر جهاز الحاسوب HEC-2M أول حاسوب في مجال الـ تقنية المعلومات والاتصالات للتنميةكما يعتبر البروفسر درويجس دايوتا والذي عمل على هذا الحاسوب الأب الروحي للـ تقنية المعلومات والاتصالات للتنمية.

### من أواخر 1990 – أواخر 2000
انتشار استخدام الإنترنت في الدول الصناعية في التسعينات والذي تزامن مع ظهور أهداف الألفية أدي إلي زيادة الاستثمار في البنيات التحتية لتقنية المعلومات والاتصالات كما أدى إلي ظهور مشاريع وبرامج وتطبيقات متعلقة بالـ تقنية المعلومات والاتصالات للتنمية في العديد من الدول النامية.
من أهم تطبيقات الـ تقنية المعلومات والاتصالات للتنمية والتي ظهرت في هذه الفترة ما عرف بالتلسنتر والتي استخدمت في الأماكن الريفية في بقاع كثيرة من العالم وتم استخدامها للتدريب على التقنيات الرقمية والوصول للانترنت بالإضافة لتوفير المعلومات المتعلقة بالتنمية مثل الصحة، التعليم، الزراعة، وغيرها من المجالات الأخرى نتيجة لهذا فقد تم تنفيذ العديد من مشاريع التلسنتر في كثير من بقاع العالم مثل inforcauca في كمبوديا الي CLIS في مالى و Gyandoot في الهند.

### من العام 2000 وحتى الآن
لا توجد حدود فاصلة دقيقة بين هذه الفترة والتي سبقتها ولكن الواقع للتحول إلى مرحلة جديدة كان هو دخول الموبايل كتطبيق.
أيضاً هنالك اهتمام بالغ بأثر تقنية المعلومات والاتصالات في التنمية مع اهتمام أقل بالجاهزية الإلكترونية بالإضافة إلى هذا فان هنالك تركيز على الفقراء كمنتجين وخلاقين في تقنية المعلومات والاتصالات بدلاً من التركيز عليهم كمستهلكين لتقنيات الاتصالات.

## خلفية نظرية
الأساسيات النظرية لـ تقنية المعلومات والاتصالات للتنمية يمكن إيجادها في مبدأ شومبيتر في النمو الاقتصادي والاجتماعي (2) والذي يتكون من عمليات مُطرِّدة من الهدم الخلاق والتي تؤدي إلى تحديث الوضع الراهن للمجتمع ككل حتى اقتصاده وحالته الاجتماعية والثقافية وتنظيماته السياسية (إن القوة التي تكمن وراء هذا الهدم الخلاق المُطرِّد هو التغيرات التقنية. فكما قامت الثورة الصناعية في (1780-1830) على ميكنة عمليات الري فان الموجة الثانية (1830-1880) اتسمت بظهور السكك الحديدية وتميزت الموجة الثالثة (1880-1930) بالكهرباء، واتسمت الموجة الرابعة (1930 - 1970) بالأتمتة والموجة الخامسة (1970-2010)والتي اتسمت برقمنة (digital) النظام الاجتماعي. والموجة السادسة (2010 – 2050) والتي تتسم باستخدام التقنيات الذكية.كل واحدة من هذه الموجات الطويلة تميزت بفترة مستدامة من التحديث الاجتماعي وزيادة في الإنتاج الاقتصادي.

## نماذج التطبيقات

### تمكين ومشاركة المجتمع المدني
التمكين هو عملية تحسين قدرات الأفراد والمجموعات وذلك بغرض توفير الفرص والخيارات وتحويلها إلى أفعال ومخرجات منشودة.تعمل تقنية المعلومات والاتصالات على تمكين المجتمع المدني وذلك لأنها تتيح إمكانية عمله كشبكة منظمة وذلك داخل وخارج حدود الوطن الواحد.فمثلا تتيح الإنترنت القيام بالنشاطات السياسية وتنظيم الحشود وذلك عبر الاستعانة بالشبكات الاجتماعية والمنتديات وتوجد أمثله كثيرة لنشاطات سياسية وتغييرات ثورية تم تنظيمها عبر هذه الشبكات وحتى ان بعض الدول قد لجأت إلى قطع شبكات الإنترنت حتى لا يتم التواصل بين مختلف قطاعات المجتمع المدني.يمكن أيضاً لتقنيات المعلومات والاتصالات أن تساهم في تحسين قدرات المجتمع المدني في التغيير وذلك عبر إنشاء قنوات الاتصال المختلفة والتي تتيح التعاون بين قطاعاته المختلفة لإنجاز الأهداف المشتركة للمجتمعات.

### التعليم
يعتبر التعليم واحدا من الركائز الاساسية التي تقوم عليها نهضة الامم وعاملا اساسيا للنمو الاقتصادي والاجتماعي وتساهم تقنية المعلومات والاتصالات في تحسين التعليم بعدة طرق فعن طريق استخدام الإنترنت يمكن توفير التعليم عن بعد للعديد من المجتمعات كما ان وجود الحاسوب في المدارس واستخدامه في العملية التعليمية يساهم في تجويدها وتحسينها.

### القضاء على الفقر وازالة الجوع
هنالك العديد من البراهين التي تثبت أن قطاع الاتصالات العريضة يؤدي إلى زيادة الناتج المحلي الإجمالي GDP والدخل مما يساعد على محاربة الفقر والجوع.كما تشير دراسات البنك الدولي إلى أنه إذا ارتفعت نسبة النفاذ في الاتصالات العريضة بمعدل 10% تؤدي إلى زيادة الناتج المحلي الإجمالي بمقدار 38.1% في البلدان منخفضة ومتوسطة الدخل.كما أشارت الدراسات التي تمت على مستوى الأقطار أن قوة الأثر الاقتصادي لهذه الشبكات يعتمد على البنية الاقتصادية لهذه البلدان.و تساعد تكنولوجيا الاتصالات والمعلومات في القضاء على الفقر والجوع وخاصة في المناطق الريفية عن طريق توفير وانسياب المعلومات المتعلقة باساليب الزراعة ومعالجة التربة ومكافحة الآفات الزراعية والتنبؤ بالظروف الجوية مسبقاً، وكيفية العناية بالمحاصيل الزراعية وطرق جمعها ومعالجتها تمهيداً لتخزينها ومن ثم تزويدهم بالاسعار في الاسواق المحلية والعالمية. ويمكن لتكنولوجيا الاتصالات والمعلومات أن تستخدم كوسيلة لتقليل الفقر وبناء القدرات وإغناء المهارات وإثراء الخبرات.

## وصلات خارجية
- Heeks، Richard (2008). "تقنية المعلومات والاتصالات للتنمية 2.0: The Next Phase of Applying ICT for International Development". IEEE Computer. 41 (6): 26–33. doi:10.1109/MC.2008.192.
- Unwin، Tim (2009). تقنية المعلومات والاتصالات للتنمية: Information and Communication Technology for Development. Cambridge University Press.. ISBN 9780521712361.
- World Bank: information and communication for Development: Global trends and policies – 2006 https://openknowledge.worldbank.org/.../359240PAPER0In101OFFICIAL0USE0ON..-
- https://openknowledge.worldbank.org/bitstream/handle/10986/5981/WDR%201998_99%20-%20English.pdf?sequence=1&isAllowed=y –
- ICTs for education and building human capital https://www.itu.int/osg/spu/visions/papers/educationpaper.pdf